# Bakoe
Bakoe (Azerbeidzjaans: Bakı) is de hoofdstad van Azerbeidzjan. Het is een wetenschappelijk, cultureel en industrieel centrum in de Kaukasus. De stad heeft de vorm van een amfitheater, is de belangrijkste havenstad aan de Kaspische Zee en is de grootste stad in de Kaukasusregio. De stad heeft een bevolking van 2.374.000 (2015) inwoners. De oppervlakte van Bakoe is 2130 km². De stad telt elf bestuurlijke districten en vijf nederzettingen.

## Geschiedenis

### Klassieke oudheid
Bakoe was sinds de oudheid een belangrijke culturele en industriële stad. Er is archeologisch bewijs van beschaving in Bakoe sinds rond 6000 v.Chr. Dit kan afgeleid worden uit grottekeningen en -kervingen in Qobustan, dat ook in de Abşeronregio ligt. Deze grottekeningen en -kervingen gaan terug tot 10.000 v.Chr., sommige tot 20.000 v.Chr.
Eeuwenlang is Bakoe, door haar strategische ligging, een van de centrumpunten geweest van de Zijderoute, die Europa en Azië met elkaar verbond. 
Bakoe was een van de grenssteden van het Perzische rijk en had een bevolking van Iraanse afkomst. De naam Bakoe komt uit het Perzisch. Deze naam werd in oudere teksten vermeld als 'Badkoebe' wat in het Perzisch "geslagen door de wind" betekent. Bakoe kent harde winden in verschillende seizoenen.

### Middeleeuwen
De stad Bakoe werd belangrijk in de 12e eeuw nadat een aardbeving Shamakhi, de vorige hoofdstad, geheel verwoestte. In die tijd was de dynastie van de Shirvanshah's aan de macht en zij kozen Bakoe als de nieuwe hoofdstad. Kort hierna werd het Paleis van de Shirvanshah herbouwd in Bakoe. Inmiddels behoort dat paleis, de stadsmuren en de Maagdentoren tot de Werelderfgoedlijst van UNESCO. Het Shirvanshahrijk was een onafhankelijke staat, die ongeveer de helft van het moderne Azerbeidzjan omvatte. Ondanks grote buurlanden, zoals de Russische en Perzische rijken, wist de staat zijn onafhankelijkheid te behouden.
In het jaar 1540 werd Bakoe veroverd door het Safawidische rijk en daarop benoemd tot hoofdstad van het Azerbeidzjaanse Safawidische rijk. Dit rijk omvatte het huidige Iran en heel de Kaukasus plus delen van Afghanistan, Pakistan, Irak, Turkmenistan en Turkije.

### Moderne periode

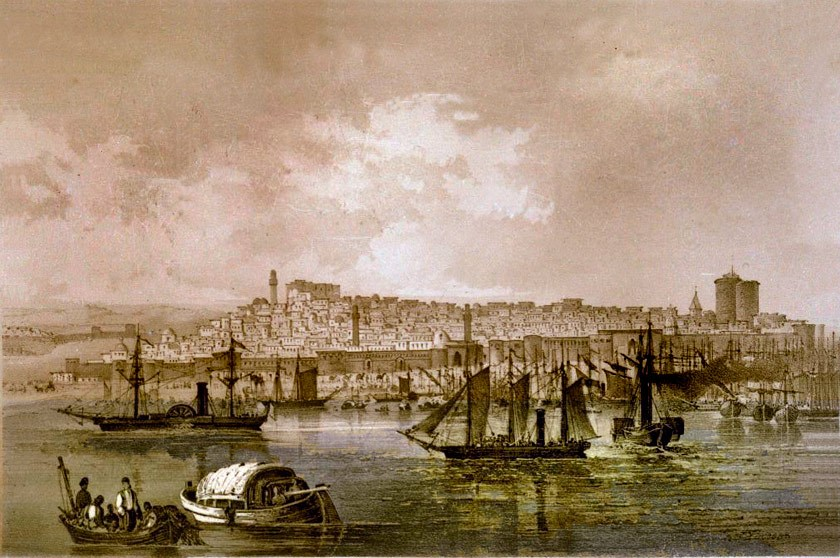
Bakoe, in de 19e eeuw, kort na de annexatie door het Russische Rijk.

Wegens de strategische waarde werd Bakoe door verschillende rijken belaagd. In de 17e eeuw werd Bakoe veroverd door het Ottomaanse Rijk. Vervolgens werd de stad weer heroverd door de Safawiden. Kort hierna werd de stad door het Russische Rijk veroverd. Vervolgens werd Bakoe, in 1795, weer veroverd door de Kadjaren. In 1813 ondertekende Rusland het Verdrag van Gulistan met Perzië. Hiermee kwam Bakoe, en een groot deel van Azerbeidzjaanse khanaten, onder het beheer van Rusland. De zuidelijke Azerbeidzjaanse khanaten werden onderdeel van Iran.
Tegen het eind van de 19e eeuw werden grote hoeveelheden olie gewonnen in de regio rond Bakoe. Het bestaan van aardolie in Bakoe was al sinds de 8e eeuw bekend. Zo schreef in de 10e eeuw de Arabische reiziger Marudee dat zowel witte als zwarte olie op een natuurlijke wijze werd gewonnen in Bakoe. In de 15e eeuw werd olie voor lampen verkregen vanuit handgegraven putten. De commerciële massa-exploitatie begon pas in 1872. Tegen het jaar 1900 had de stad meer dan 3000 oliebronnen, waarvan er 2000 olie produceerden op industrieel niveau. Hierdoor groeide de stad in een paar decennia tot de belangrijkste leverancier van olie in de wereld. Tegelijkertijd ontstond een zeer rijke bovenklasse, wat zich tegenwoordig nog uit in de vele klassieke en jugendstilpanden. Daarnaast ontstond er een grote arbeidersklasse. De onderdrukking door de Russen en de armoede onder Azerbeidzjanen leidde tot een hervorming van de Azerbeidzjaanse cultuur. Europese ideeën als etnolinguïstische rassenleer, democratie, republicanisme, secularisme werden snel opgenomen in de cultuur van Azerbeidzjan.

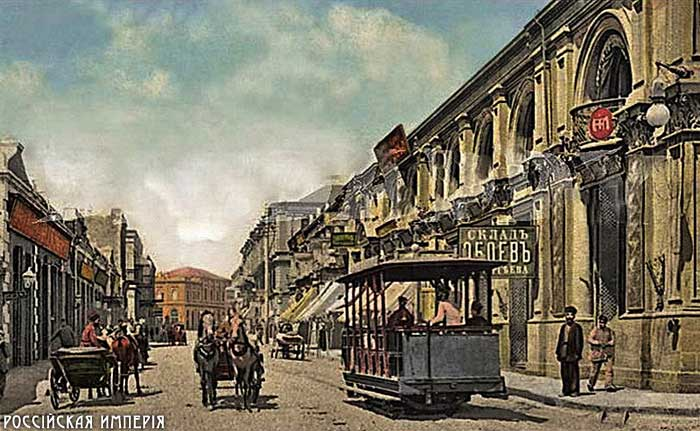
De industriële revolutie in Bakoe.

In februari 1905 brak de eerste confrontatie tussen Armeniërs en Azerbeidzjanen uit in Bakoe. De confrontatie sloeg snel over naar andere delen van Azerbeidzjan, waaronder Nachitsjevan, Şuşa en Jelizavetpol (Ganja). Tussen de 3000 en 10.000 mensen kwamen om het leven, de meerderheid hiervan waren Azerbeidzjanen. Met de uitbraak van de Eerste Wereldoorlog in 1914 volgde een Ottomaans-Armeense oorlog.
In maart 1918 werd een etnische zuivering ondernomen door Armeense Dashnak en Russische Bolsheviken in Bakoe. De genocide staat bekend als de Maartdagen. Hierbij kwamen ongeveer 12.000 Azerbeidzjanen om het leven. In Azerbeidzjan is het een erkende genocide. Kort na de genocide in Bakoe werd op 28 mei 1918 in de stad Ganja de Azerbeidzjaanse Democratische Republiek (ADR) uitgeroepen. Ganja was de hoofdstad van de onafhankelijke staat omdat Bakoe destijds bezet was door Russische en Armeense troepen. In september 1918 begonnen Azerbeidzjaanse troepen hun opmars naar Bakoe, met de steun van het Ottomaanse leger onder leiding van Nuru Pasha. Na hun overwinning werd Bakoe tot de nieuwe hoofdstad van ADR verklaard. De Democratische Republiek Azerbeidzjan was de eerste democratische en seculiere republiek in de islamitische wereld. Het duurde niet lang of Bakoe werd door de Sovjet-Unie veroverd in 1920. Hiermee werd Bakoe de hoofdstad van de Azerbeidzjaanse Socialistische Sovjetrepubliek.

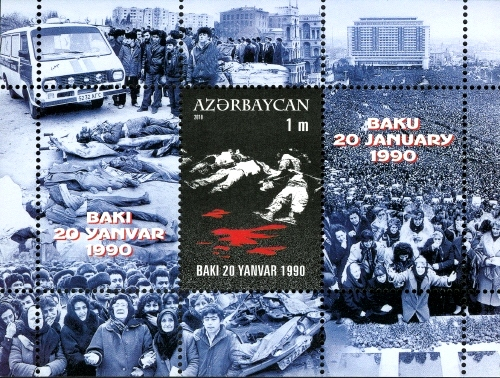
Herdenkingspostzegel voor Zwarte Januari

Vóór de Tweede Wereldoorlog stond Bakoe bekend als een van de grootste centra voor de productie van apparatuur voor de olie-industrie. De strijd om Stalingrad werd gevoerd om te bepalen wie de olievelden in Bakoe zou beheersen. Destijds produceerde Bakoe meer dan de helft van de olie van de wereld.
Bakoe speelde een belangrijke rol in de val van de Sovjet-Unie. In de nacht van 19 op 20 januari 1990 bestormde het Sovjetleger Bakoe vanuit drie kanten. De onderdrukkingsactie is bekend als Zwarte Januari. Hierbij kwamen officieel meer dan 130 mensen om het leven. Officieuze bronnen meldden een dodenaantal variërend van 300 tot 800 doden.
Na de onafhankelijkheid van Azerbeidzjan in 1991 onderging de stad een proces van modernisering. Bakoe staat sindsdien bekend als een dynamisch groeiende en ontwikkelende stad. Overal in de stad verschijnen winkelcentra, wolkenkrabbers en torenflats en de straten zijn gevuld met wit- en crèmekleurige terreinwagens. Het geld heeft nog niet alle buurten van de stad bereikt, vooral de bewoners van de noordelijke wijken van de oude stad (19e-eeuws) leven deels in armoede. Vluchtelingen uit Armenië en Karabach wonen her en der door de stad in krottenwijken.

## Geografie
Bakoe is gelegen aan de westelijke kust van de Kaspische Zee. In de nabijheid van de stad zijn er een aantal moddervulkanen aanwezig: Keyraki, Bogkh-bogkha en Lokbatan. Tevens zijn er ook zoutmeren zoals Boyukshor en Khodasan aanwezig.

### Klimaat
Bakoe heeft een gematigd halfdroog klimaat met warme en droge zomers. De winter in Bakoe kan in het ene jaar sneeuwrijk zijn, maar toch vrij droog. Bakoe kent geen extreem warme zomers, vanwege de noordelijke breedtegraad en het feit dat het gelegen is op een schiereiland aan de kust van de Kaspische Zee. Bakoe en het Absheronschiereiland, waarop het ligt, zijn het meest droge deel van Azerbeidzjan met een neerslag van 200 mm per jaar of minder. Tegelijkertijd staat Bakoe bekend als zeer winderig door het jaar heen.
De gemiddelde temperatuur overdag in juli en augustus bedraagt circa 26,4 °C. In de zomer waait de Khazriwind door Bakoe wat voor de gewenste koeling zorgt. De gemiddelde temperatuur in januari en februari bedraagt gemiddeld 4,3 °C.
| Maand                       | jan | feb | mrt | apr  | mei  | jun  | jul  | aug  | sep  | okt  | nov  | dec | Jaar |
| --------------------------- | --- | --- | --- | ---- | ---- | ---- | ---- | ---- | ---- | ---- | ---- | --- | ---- |
| Gemiddeld maximum (°C)      | 6,6 | 6,3 | 9,8 | 16,4 | 22,1 | 27,3 | 30,6 | 29,7 | 25,6 | 19,6 | 13,5 | 9,7 | 18,1 |
| Gemiddelde temperatuur (°C) | 4,4 | 4,2 | 7,0 | 12,9 | 18,5 | 23,5 | 26,4 | 26,3 | 22,5 | 16,6 | 11,2 | 7,3 | 15,1 |
| Gemiddeld minimum (°C)      | 2,1 | 2,0 | 4,2 | 9,4  | 14,9 | 19,7 | 22,6 | 22,9 | 19,4 | 13,6 | 8,8  | 4,8 | 12,0 |
|                             |     |     |     |      |      |      |      |      |      |      |      |     |      |
| Neerslag (mm)               | 21  | 20  | 21  | 18   | 18   | 8    | 2    | 6    | 15   | 25   | 30   | 26  | 210  |
| Bron: Hong Kong Observatory |     |     |     |      |      |      |      |      |      |      |      |     |      |

## Toerisme

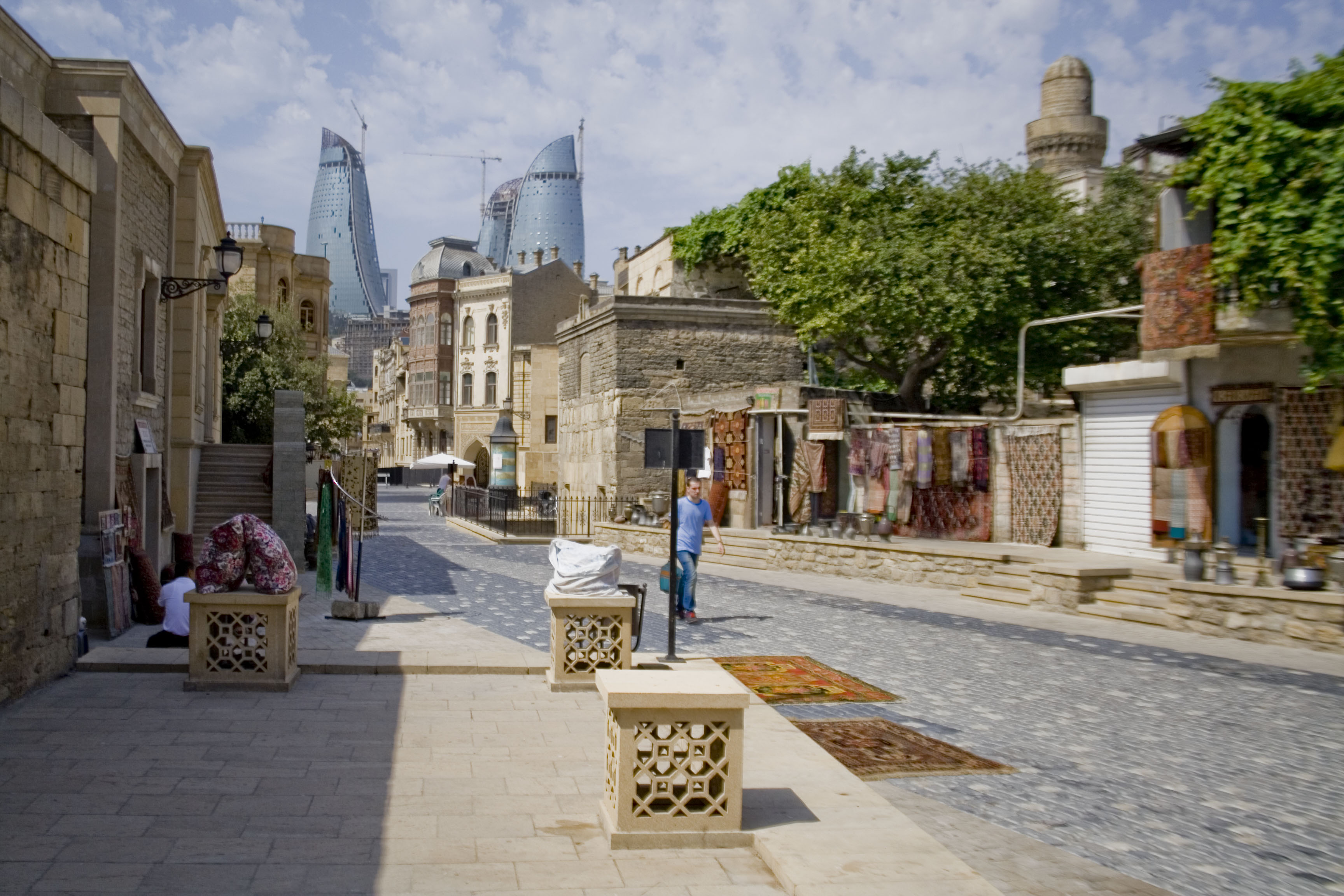
De oude stad, met op de achtergrond de nieuwe Vlammentorens

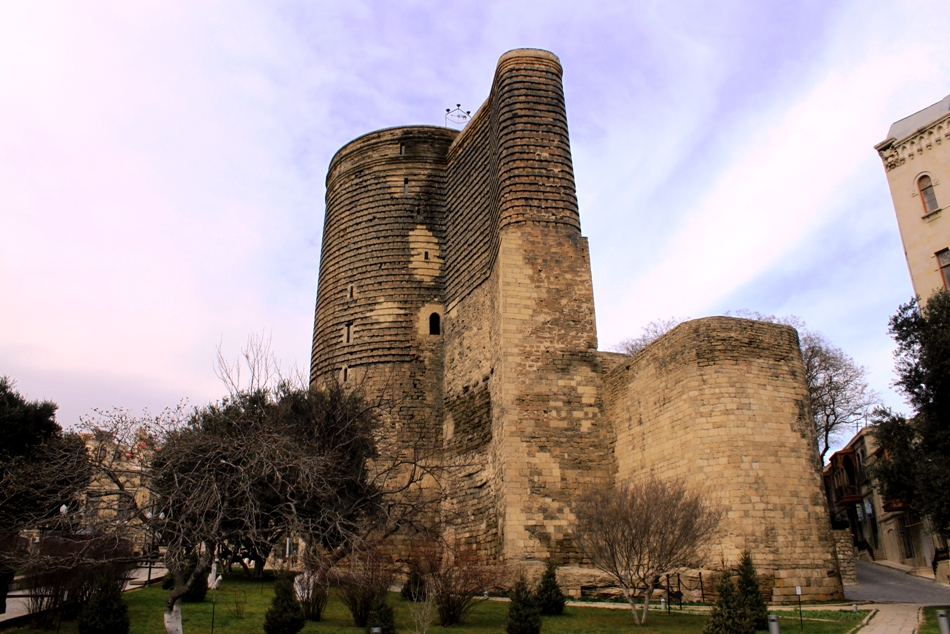
De Maagdentoren en het Shirvanshahpaleis bevinden zich in de Oude Stad van Bakoe.

Bakoe is een belangrijke toeristische bestemming in de Kaukasus, met bekende hotelketens als Hilton, Hyatt, Excelsior, Park Inn en Kempinski.

### Bezienswaardigheden

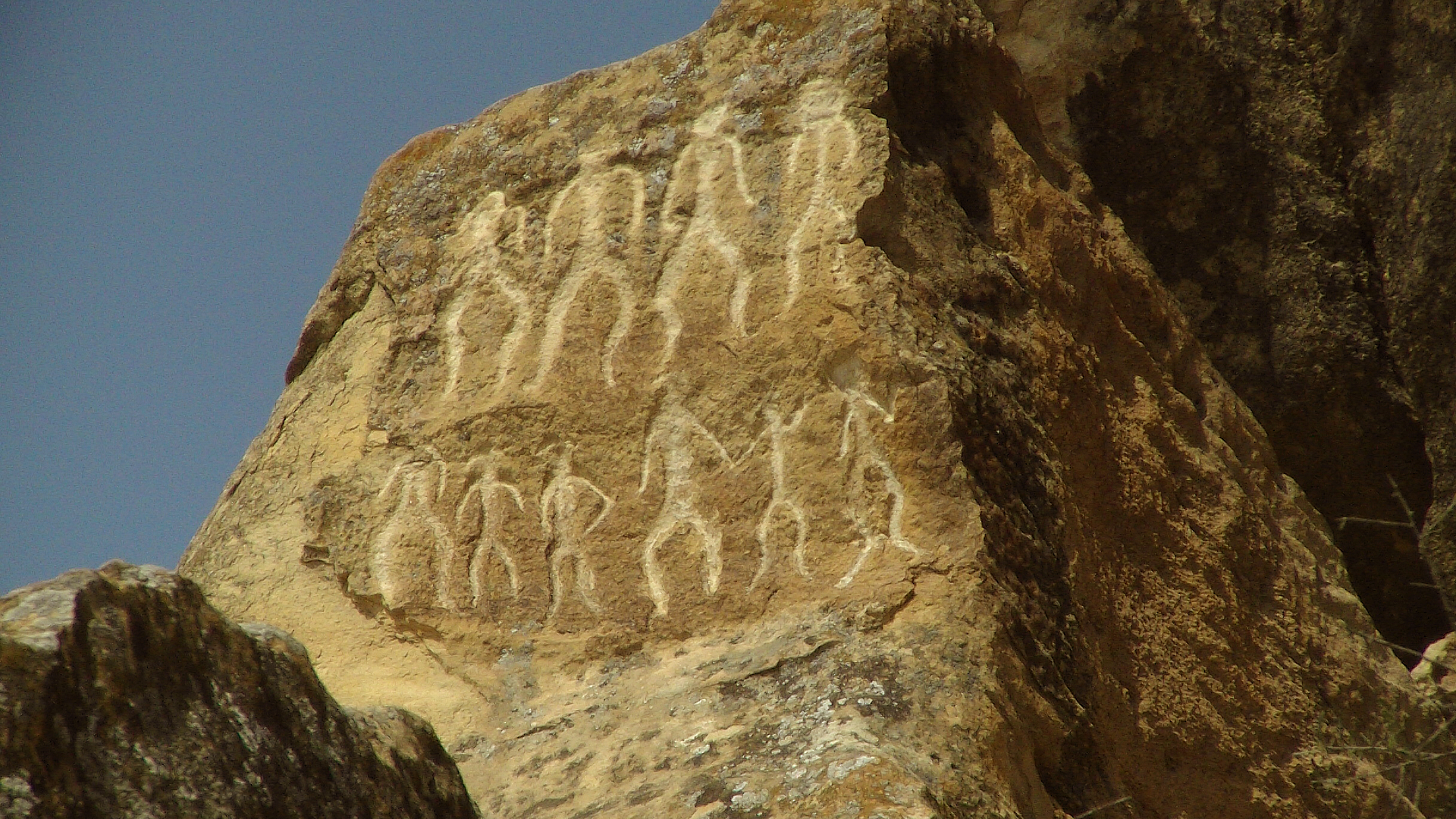
Petrogliefen in het Nationaal Park Gobustan, gedateerd op zo'n 12.000 jaar: het park is tot Werelderfgoed uitgeroepen door de UNESCO.

De stad is een centrum voor culturele, historische en wetenschappelijke ontwikkelingen in het land. Bakoe heeft vele kenmerkende toeristische bestemmingen en bezienswaardigheden. Het symbool van de stad is de Maagdentoren, een wachttoren van de 12e eeuw die gelegen is in de Oude stad van Bakoe. Verder in de oude stad bevinden zich het Shirvanshahpaleis en de oude stadsmuren van Bakoe. Deze behoren tot de UNESCO werelderfgoederen. Andere bezienswaardigheden zijn de Boulevard van Bakoe, de Fonteinsplein, het Shikhovstrand en de olierotsen. Vervolgens is er het Nationale Vlagplein met een vlaggenmast die met 162 meter van september 2010 tot mei 2011 door het Guinness Book of Records als hoogste vlaggenmast ter wereld gerekend werd.

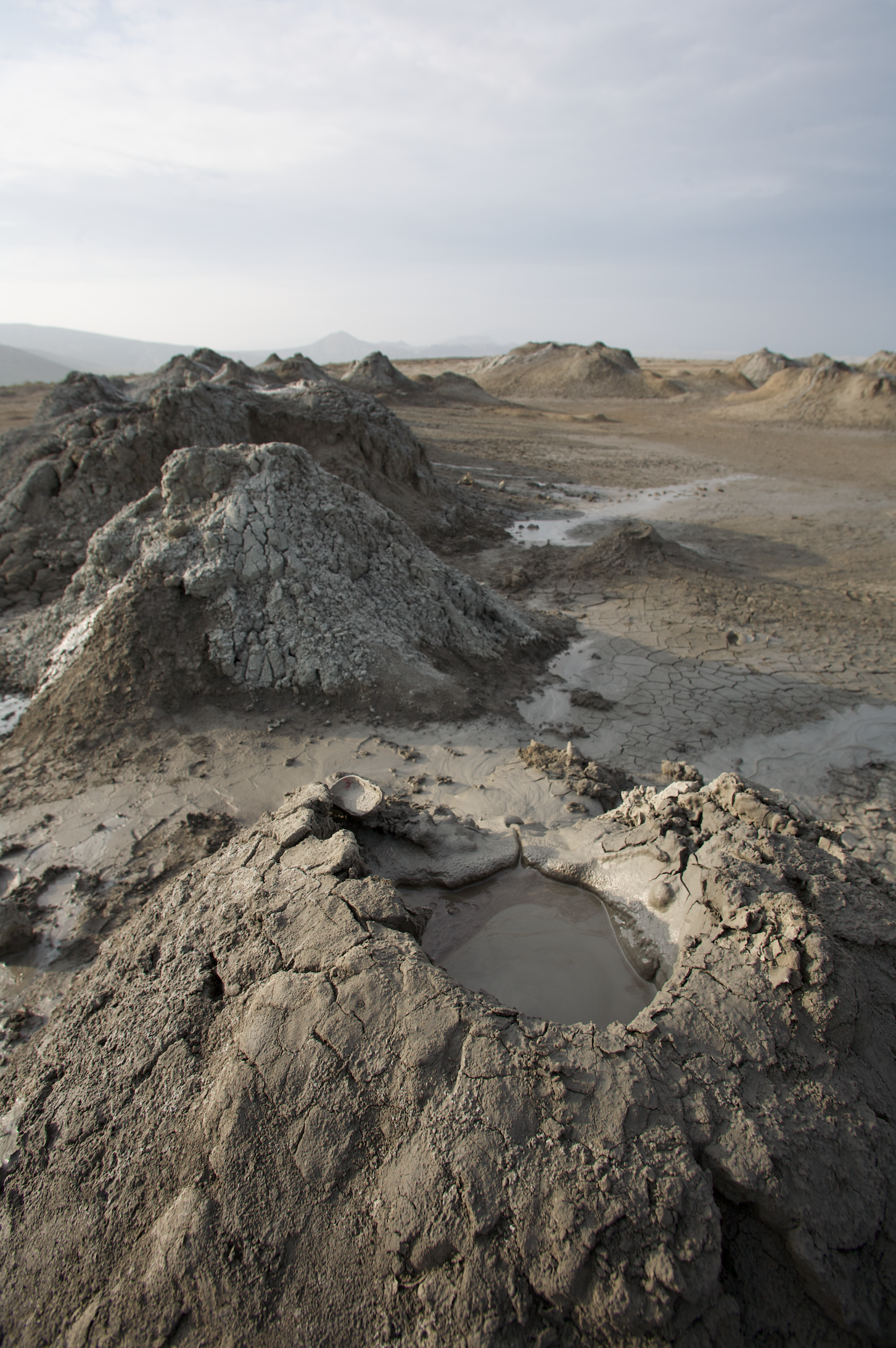
Een reeks moddervulkanen in de buurt van Gobustan.

Rondom de stad liggen enkele geografische bezienswaardigheden zoals de Yanar Dag, een heuvel met aardgas die al duizenden jaren vlammend brandt. De naam Azerbeidzjan betekent letterlijk Land van het vuur, de Yanar Dag is een mogelijke aanleiding hiervan. Daarnaast is er ook het Nationaal Park Gobustan; hier bevinden zich ongeveer 6000 rotstekeningen, die een periode van 12.000 jaar beslaan. Dit park werd in 2007 door UNESCO tot werelderfgoed verklaard. Verderop in het park bevinden zich zo'n 400 moddervulkanen, dit is ongeveer de helft van het aantal moddervulkanen wereldwijd.

### Winkelen
Bakoe heeft een aantal winkelcentra: de twee bekendste winkelcentra zijn AF MALL en Park Bulvar. De winkelcentra hebben winkels van bekende ketens tot hoogwaardige boetieks.
In de lijst van duurste steden ter wereld, uitgevoerd door Mercer Human Resource Consulting in 2011, behaalde Bakoe de 48ste plaats.

## Economie
Azerbeidzjan staat bekend om zijn handel in aardolie die een grote bijdrage aan de betalingsbalans van het land vormt. De olie-economie van Bakoe leeft op met de ontwikkeling van het enorme olieveld Azeri-Chirag-Guneshli, de ontwikkeling van het Shah Deniz-gasveld, de uitbreiding van de Sangachal Terminal en de aanleg van de Bakoe-Soepsa- en de BTC-pijpleiding.
De effectenbeurs van Bakoe is naar beurswaarde gerekend de grootste van Azerbeidzjan en de grootste in de Kaukasische regio. Een relatief groot aantal transnationale bedrijven is gevestigd in Bakoe. Internationale banken met vestigingen in Bakoe omvatten HSBC, Société Générale en Credit Suisse.

## Vluchtelingen
Op 1 januari 2005 waren er in Bakoe 153.400 ontheemden en 93.400 vluchtelingen, die afkomstig waren uit Nagorno-Karabach en Armenië. Tot de Oorlog in Nagorno-Karabach had Bakoe een groot aantal Armeense inwoners, die echter de stad ontvluchtten na anti-Armeense pogroms in 1988 en 1990.

## Openbaar vervoer
Bakoe beschikt over een metrosysteem, de metro van Bakoe. Het systeem bestaat uit drie lijnen.

## Muziek
Op 22, 24 en 26 mei 2012 werd in Bakoe de 57e editie van het Eurovisiesongfestival gehouden. Hiervoor moest een nieuwe zaal gebouwd worden: de Crystal Hall.

## Sport

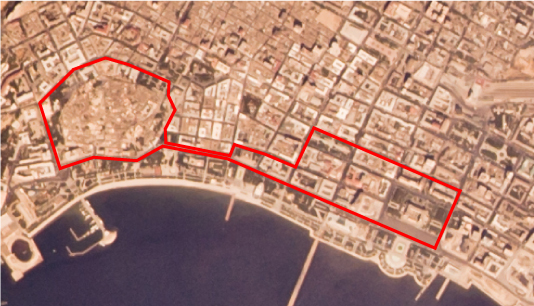
Formule 1-circuit in Bakoe

Bakoe stelde zich kandidaat als gastheer voor de Olympische Zomerspelen van 2016 maar het viel af bij de eerste selectie. Vervolgens probeerde Bakoe opnieuw de Olympische Spelen naar zich toe te trekken, dit keer die van 2020 maar viel opnieuw af. In 2012 werden de Europese Spelen 2015 wel aan Bakoe toegewezen. Voor dit evenement werd het Olympisch Stadion gebouwd.
In 2016 kwam er voor het eerst een F1-Grand Prix naar de stad. De GP van Azerbeidzjan wordt verreden op een stratencircuit in het centrum van Bakoe. 
In 2019 werd in het Olympisch Stadion de finale van de Europa League gespeeld. Het Engelse Chelsea FC won deze beker. Er ontstond veel discussie over de organisatie van dit evenement in Bakoe. De Armeense voetballer Henrich Mchitarjan van verliezend finalist Arsenal FC ontbrak wegens veiligheidsredenen. Ook waren er weinig Engelse fans aanwezig. Bij het EK Voetbal van 2020 zijn er in 2021 wederom wedstrijden in het Olympisch Stadion gespeeld.
De sterkste voetbalclubs uit de voetbalcompetitie van Azerbeidzjan spelen in Bakoe. Neftçi Bakoe was in de Sovjettijd de enige club uit Azerbeidzjan die op het hoogste niveau uitkwam. Het oorspronkelijk uit Ağdam afkomstige FK Qarabağ is een andere belangrijke voetbalclub. Het speelt haar wedstrijden in het Tofikh Bakhramovstadion. 

## Stedenbanden
- Amman (Jordanië)
- Ankara (Turkije)
- Basra (Irak)
- Bordeaux (Frankrijk)
- Dakar (Senegal)
- Honolulu (Verenigde Staten)
- Houston (Verenigde Staten)
- Istanboel (Turkije)
- İzmir (Turkije)
- Jeddah (Saoedi-Arabië)
- Kiev (Oekraïne)
- Londen (Verenigd Koninkrijk)
- Mainz (Duitsland)
- Minsk (Wit-Rusland)
- Moskou (Rusland)
- Napels (Italië)
- Sarajevo (Bosnië en Herzegovina)
- Sint-Petersburg (Rusland)
- Tabriz (Iran)

## Geboren in Bakoe
- John M. Stahl (1886-1950), Amerikaans filmregisseur
- Richard Sorge (1895-1944), Sovjet-Russisch journalist en spion
- Lev Landau (1908-1968), Sovjet-Russisch natuurkundige en Nobelprijswinnaar (1962)
- Gara Garajev (1918-1982), componist
- Zecharia Sitchin (1920-2010), Amerikaans auteur
- Lotfi Zadeh (1921-2017), Azerbeidzjaans-Amerikaans wiskundige en uitvinder van de fuzzy logica
- Mstislav Rostropovitsj (1927-2007), Russisch-Amerikaans cellist en dirigent
- Bella Davidovich (1928), Azerbeidzjaans-Amerikaans pianiste
- Alekper Mamedov (1930-2014), voetballer en trainer
- Bogdan Trotsoek (1931), componist
- Tatjana Zatoelovskaja (1935-2017), Russisch schaakster
- Edoeard Margarov (1942), Sovjet-Armeens voetballer en trainer
- Anatoli Banişevski (1946-1997), voetballer en trainer
- Arkadie Andreasjan (1947-2020), Sovjet-Armeens voetballer en trainer
- Vitali Sjevtsjenko (1951), Sovjet-Russisch voetballer en trainer
- İlham Əliyev (1961), president van Azerbeidzjan (2003-heden)
- Garri Kasparov (1963), Russisch schaker
- Aziza Mustafa Zadeh (1969), jazzpianiste en zangeres
- Isabel dos Santos (1973), Angolees zakenvrouw
- Teymur Gasimov (1973), atleet
- Rena Effendi (1977), fotografe
- Alibay Shukurov (1977), atleet
- Elina Danielian (1978), Armeens schaakster
- Səbinə Babayeva (1979), zangeres
- Sergej Botsjkov (1979), atleet
- Nigar Camal (1980), zangeres
- Seyran Ismayilkhanov (1980), zanger
- Dilarə Kazımova (1984), zangeres
- Vugar Gashimov (1986-2014), schaker
- Teimour Radjabov (1987), schaker
- Joera Movsisjan (1987), Armeens voetballer
- Yuri Sardarov (1988), Amerikaans acteur en filmproducent
- Diana Hacıyeva (1989), zangeres
- Aysel Məmmədova (1989), zangeres
- Ramil Goelijev (1990), atleet
- Jiloan Hamad (1990), Zweeds-Irakees voetballer
- Samirə Əfəndi (1991), zangeres
- Elchin Masiyev (1991), voetbalscheidsrechter
- Səmra Rəhimli (1994), zangeres

- Biblioteca Nacional de España: XX4973490
- Bibliothèque nationale de France: cb155881775 (data)
- Gemeinsame Normdatei: 4080246-2
- International Standard Name Identifier: 0000 0001 0679 3038
- Library of Congress Control Number: n79110308
- MusicBrainz: aa1bf92c-0274-4a39-91d4-a450f2f5a54a
- Nationale Bibliotheek van Tsjechië: ge340745
- Nationale Bibliotheek van Israël: 987007552627305171
- Système universitaire de documentation: 030279860
- TDVİA: baku
- Virtual International Authority File: 2381162481007437680005

Ommuurde stad Bakoe met Shirvanshahpaleis en Maagdentoren ·
Cultuurlandschap en rotskunst van Gobustan ·
Historisch centrum van Şəki met het paleis van de Khan · Hyrcaanse bossen